# Christoffer Mafoumbi
Christoffer Mafoumbi (ur. 3 marca 1994 w Roubaix) – kongijski piłkarz grający na pozycji bramkarza. Od 2015 jest zawodnikiem klubu FK Wereja.

## Kariera klubowa
Swoją karierę piłkarską Mafoumbi rozpoczął w 2005 roku w Lille OSC. W 2010 roku podjął treningi w RC Lens. W 2011 roku został zawodnikiem rezerw. Grał w nich przez trzy lata. W sezonie 2014/2015 był zawodnikiem US Le Pontet. Z kolei w 2015 roku podpisał kontrakt z bułgarskim klubem FK Wereja.

## Kariera reprezentacyjna
W reprezentacji Konga zadebiutował 12 października 2012 w przegranym 0:3 towarzyskim meczu z Egiptem. W 2015 roku został powołany do kadry na Puchar Narodów Afryki 2015. Rozegrał na nim cztery mecze: z Gwineą Równikową (1:1), z Gabonem (1:0), z Burkina Faso (2:1) i ćwierćfinał z Demokratyczną Republiką Konga (2:4).